# Trung Le Nguyen
Trung Le Nguyen (né le 2 juin 1990), également connu sous le nom de Trungles, est un dessinateur de bande dessinée américain d'origine vietnamienne. Il est surtout connu pour son roman graphique The Magic Fish, publié par Random House Graphic en 2020.

## Biographie
Trung Le Nguyen est né dans un camp de réfugiés vietnamiens aux Philippines et a déménagé enfant aux États-Unis en 1992. Il a commencé à dessiner des bandes dessinées au collège, mais a abandonné son passe-temps alors qu'il étudiait à l'université, déclarant: « Je n'avais jamais vraiment pensé à en faire un métier. Cela m'a toujours semblé être une façon un peu douce de passer le temps ».  Il est diplômé de l'Université Hamline avec un baccalauréat en École d'art avec une spécialisation en histoire de l'art en 2012. Prévoyant à l'origine d'entamer une carrière en management de l'art, il s'est plutôt orienté vers la bande dessinée.

## Style
Nguyen est connu pour son utilisation traditionnelle de l'encre et du crayon et ses références à l’esthétique vietnamienne, au manga shōjo et à la littérature d'enfance et de jeunesse. Il cite Rose O'Neill, Heinrich Lefler et Harry Clarke parmi ses influences. 

## Œuvres
En 2017, son livre de coloriage Fauns & Fairies a été publié par Oni Press dans leur collection de bandes dessinées érotiques éditée par Limerence Press. En 2018, il contribue à l'anthologie de Romance comics Twisted Romance (Image Comics), écrite par Alex de Campi.  En octobre 2020, Random House Graphic publie le premier roman graphique de Nguyen, The Magic Fish. Le livre raconte l'histoire d'un jeune immigrant gay vietnamien et de ses parents qui apprennent l'anglais par la lecture de livres de contes de fées; il a été inspiré par l'enfance et l’éducation de Nguyen. The Magic Fish a été sélectionné comme un des meilleurs livres de 2020 par le Globe and Mail, la New York Public Library et Nerdist.

## Vie privée
Nguyen est gay.  Il réside à Minneapolis, au Minnesota.

## Divers
En 2017, Nguyen était juge pour les Prix Ignatz.

## Éléments de bibliographie
- Fauns & Fairies: The Adult Fantasy Coloring Book (Limerence Press, 2017)
- Adventure Time Marshall Lee Spectacular (Boom! Studios, 2018)[13]
- Twisted Romance #4 (Image Comics, 2018)
- Star Spinner Tarot (Chronicle Books, 2020)[14]
- The Magic Fish (Random House Graphic, 2020), publié en français par Ankama, 2022 - Sélection jeunesse du Festival d'Angoulême 2023

## Récompenses
- 2021 : Prix Harvey du Livre de l'année ; et du Meilleur livre pour enfant ou jeune adulte pour The Magic Fish[15]